# Live 5 titres
Albums de Subway
N°0
(1996) Superautomatic
(2000)
Live 5 titres est un album du groupe de rock français Subway.

## Liste des titres
1. Knowledge
2. Long Week
3. Janis
4. Keep On
5. Fat Feet Of Kay